# Ntanilo Spoliarits
Ntanilo Spoliarits (in greco Ντανίλο Σπόλιαριτς?; in serbo Данило Шпољарић?, Danilo Špoljarić; Limassol, 14 luglio 1999) è un calciatore cipriota, centrocampista dell'Apollōn Limassol e della nazionale cipriota.

## Biografia
Anche suo padre Milenko è stato un calciatore, che ha giocato nell'Apollōn Limassol e nella nazionale cipriota. Ha due fratelli, Alexanter e Matia, anche loro calciatori professionisti.

## Carriera

### Club
Cresciuto nel settore giovanile dell'Apollōn Limassol, ha esordito in prima squadra il 24 novembre 2018 disputando l'incontro di A' Katīgoria vinto 3-0 contro l'Alkī Oroklini.

### Nazionale
Il 24 marzo 2022 ha esordito con la nazionale cipriota giocando l'incontro pareggiato 0-0 contro l'Estonia, valido per la UEFA Nations League 2020-2021.

## Statistiche

### Presenze e reti nei club
Statistiche aggiornate al 25 marzo 2022.
| Stagione        | Squadra            | Campionato      | Campionato | Campionato | Coppe nazionali | Coppe nazionali | Coppe nazionali | Coppe continentali | Coppe continentali | Coppe continentali | Altre coppe | Altre coppe | Altre coppe | Totale | Totale |
| Stagione        | Squadra            | Comp            | Pres       | Reti       | Comp            | Pres            | Reti            | Comp               | Pres               | Reti               | Comp        | Pres        | Reti        | Pres   | Reti   |
| --------------- | ------------------ | --------------- | ---------- | ---------- | --------------- | --------------- | --------------- | ------------------ | ------------------ | ------------------ | ----------- | ----------- | ----------- | ------ | ------ |
| 2018-2019       | Apollōn Limassol   | A               | 4+4        | 0          | CC              | 2               | 0               | UEL                | 1                  | 0                  |             | -           | -           | 11     | 0      |
| 2019-2020       | EN Paralimni       | A               | 16         | 0          | CC              | 2               | 0               |                    | -                  | -                  |             | -           | -           | 18     | 0      |
| 2020-2021       | Zemplín Michalovce | SL              | 14         | 0          | CS              | 3               | 0               |                    | -                  | -                  |             | -           | -           | 17     | 0      |
| 2021-2022       | Apollōn Limassol   | A               | 11+1       | 1+0        | CC              | 2               | 0               | UECL               | 0                  | 0                  |             | -           | -           | 14     | 1      |
| Totale carriera | Totale carriera    | Totale carriera | 50         | 1          |                 | 9               | 0               |                    | 1                  | 0                  |             | -           | -           | 60     | 1      |

### Cronologia presenze e reti in nazionale
| Cronologia completa delle presenze e delle reti in nazionale ― Cipro | Cronologia completa delle presenze e delle reti in nazionale ― Cipro | Cronologia completa delle presenze e delle reti in nazionale ― Cipro | Cronologia completa delle presenze e delle reti in nazionale ― Cipro | Cronologia completa delle presenze e delle reti in nazionale ― Cipro | Cronologia completa delle presenze e delle reti in nazionale ― Cipro | Cronologia completa delle presenze e delle reti in nazionale ― Cipro | Cronologia completa delle presenze e delle reti in nazionale ― Cipro |
| Data                                                                 | Città                                                                | In casa                                                              | Risultato                                                            | Ospiti                                                               | Competizione                                                         | Reti                                                                 | Note                                                                 |
| -------------------------------------------------------------------- | -------------------------------------------------------------------- | -------------------------------------------------------------------- | -------------------------------------------------------------------- | -------------------------------------------------------------------- | -------------------------------------------------------------------- | -------------------------------------------------------------------- | -------------------------------------------------------------------- |
| 24-3-2022                                                            | Tallinn                                                              | Estonia                                                              | 0 – 0                                                                | Cipro                                                                | UEFA Nations League 2020-2021 - Spareggi                             | -                                                                    | 90+2’                                                                |
| 29-3-2022                                                            | Larnaca                                                              | Cipro                                                                | 2 – 0                                                                | Estonia                                                              | UEFA Nations League 2020-2021 - Play-out                             | -                                                                    | 43’, 47’                                                             |
| 16-11-2022                                                           | Larnaca                                                              | Cipro                                                                | 0 – 2                                                                | Bulgaria                                                             | Amichevole                                                           | -                                                                    | 46’                                                                  |
| 20-11-2022                                                           | Petah Tiqwa                                                          | Israele                                                              | 2 – 3                                                                | Cipro                                                                | Amichevole                                                           | -                                                                    | 76’                                                                  |
| 25-3-2023                                                            | Glasgow                                                              | Scozia                                                               | 3 – 0                                                                | Cipro                                                                | Qual. Euro 2024                                                      | -                                                                    | 46’                                                                  |
| 28-3-2023                                                            | Erevan                                                               | Armenia                                                              | 2 – 2                                                                | Cipro                                                                | Amichevole                                                           | -                                                                    | 45+1’                                                                |
| 12-10-2023                                                           | Larnaca                                                              | Cipro                                                                | 0 – 4                                                                | Norvegia                                                             | Qual. Euro 2024                                                      | -                                                                    | 54’                                                                  |
| 15-10-2023                                                           | Tbilisi                                                              | Georgia                                                              | 4 – 0                                                                | Cipro                                                                | Qual. Euro 2024                                                      | -                                                                    |                                                                      |
| 16-11-2023                                                           | Limassol                                                             | Cipro                                                                | 1 – 3                                                                | Spagna                                                               | Qual. Euro 2024                                                      | -                                                                    | 46’ 87’                                                              |
| 19-11-2023                                                           | Limassol                                                             | Cipro                                                                | 1 – 0                                                                | Lituania                                                             | Amichevole                                                           | -                                                                    | 80’                                                                  |
| 21-3-2024                                                            | Limassol                                                             | Cipro                                                                | 1 – 1                                                                | Lettonia                                                             | Amichevole                                                           | -                                                                    | 62’                                                                  |
| 25-3-2024                                                            | Larnaca                                                              | Cipro                                                                | 0 – 1                                                                | Serbia                                                               | Amichevole                                                           | -                                                                    | 46’                                                                  |
| 8-6-2024                                                             | Chișinău                                                             | Moldavia                                                             | 3 – 2                                                                | Cipro                                                                | Amichevole                                                           | 1                                                                    | 60’                                                                  |
| 11-6-2024                                                            | Serravalle                                                           | San Marino                                                           | 1 – 4                                                                | Cipro                                                                | Amichevole                                                           | -                                                                    | 46’                                                                  |
| 6-9-2024                                                             | Marijampolė                                                          | Lituania                                                             | 0 – 1                                                                | Cipro                                                                | UEFA Nations League 2024-2025 - 1º turno                             | -                                                                    | 65’                                                                  |
| 9-9-2024                                                             | Larnaca                                                              | Cipro                                                                | 0 – 4                                                                | Kosovo                                                               | UEFA Nations League 2024-2025 - 1º turno                             | -                                                                    | 71’                                                                  |
| 18-11-2024                                                           | Bucarest                                                             | Romania                                                              | 4 – 1                                                                | Cipro                                                                | UEFA Nations League 2024-2025 - 1º turno                             | -                                                                    | 46’                                                                  |
| Totale                                                               |                                                                      | Presenze                                                             | 17                                                                   |                                                                      | Reti                                                                 | 1                                                                    |                                                                      |